# Martin Zonnenberg
Martinus Bastiaan Pieter (Martin) Zonnenberg (Sliedrecht, 21 januari 1958) is een Nederlands organist, dirigent en componist.

## Levensloop
Zonnenberg werd geboren in Sliedrecht en groeide op als jongste in een gezin van twaalf kinderen. Hij had al op jonge leeftijd interesse voor orgelmuziek. Toen hij twaalf jaar oud was begeleidde hij al diverse koren. Hij kreeg eerste orgelles van zijn broers en daarna van Gijs Kusters. Hij studeerde Koordirectie in Den Haag en Schoolmuziek aan het Lennards Instituut in Den Bosch alwaar hij zijn diploma behaalde.
Zonnenberg is vaste organist in de Grote Kerk in Sliedrecht. Hij dirigeert hier tevens ook het mannenkoor "Ichthus" en Kleinkoor "Concertino". Ook is hij samensteller en arrangeur van het tv-programma Nederland zingt van de EO. Ook componeert hij vele liederen en geeft concerten zowel in het binnen- als in het buitenland. Hij werd in 2002 benoemd tot Lid in de Orde van Oranje Nassau.

## Discografie
- Trumpet Tunes
- The Saviour
- Streets of London
- Shalom Chaverim
- Rêverie
- Psalmen met fluit, strijkkwintet en orgel
- Our Way
- Noël
- Martin Zonnenberg op 2 orgels
- Martin Zonnenberg - Romantische orgelwerken - Oostende
- Martin Zonnenberg - Improvisaties - Oostende
- Martin en Martin Samen voor u i.s.m. Martin Mans
- Martin & Martin LIVE i.s.m. Martin Mans
- Licht der wereld
- Interludium
- Gouden Orgelkoralen
- Dialogues
- Idylle
- Concertino Live
- Cum Laude Spiritoso
- Be still

## Bladmuziek
- Shalom Chaverim
- Psalmen voor fluit en orgel
- Noël
- Cum Laude
- Cum Laude Spiritoso